# Уметност Баи Чои
Уметност Баи Чои је комбинација уметности у Централном Вијетнаму, укључујући музику, поезију, глуму, сликарство и књижевност, и пружа рекреацију, забаву и дружење у сеоским заједницама. 2017. године уписан је на Унескову листу нематеријалног културног наслеђа човечанства. Баи Чои је признат као национално нематеријално културно наслеђе Вијетнама током 2014-2016 од стране Министарства културе, спорта и туризма.
Баи Чои игре и перформанси укључују карташку игру налик бингу, праћену песмама и музиком коју изводе уметници, током празника Тет.
Уметност Баи Чоија је важан облик културе и рекреације унутар сеоских заједница. Извођачи и њихове породице настоје да очувању праксе тако што подучавају млађе генерације. Већина извођача уметности учи своје вештине у породици и вештине се углавном преносе усмено, али уметници специјализовани за Баи Чои такође преносе знања и вештине у клубовима, школама и удружењима.